# The Lily of Killarney

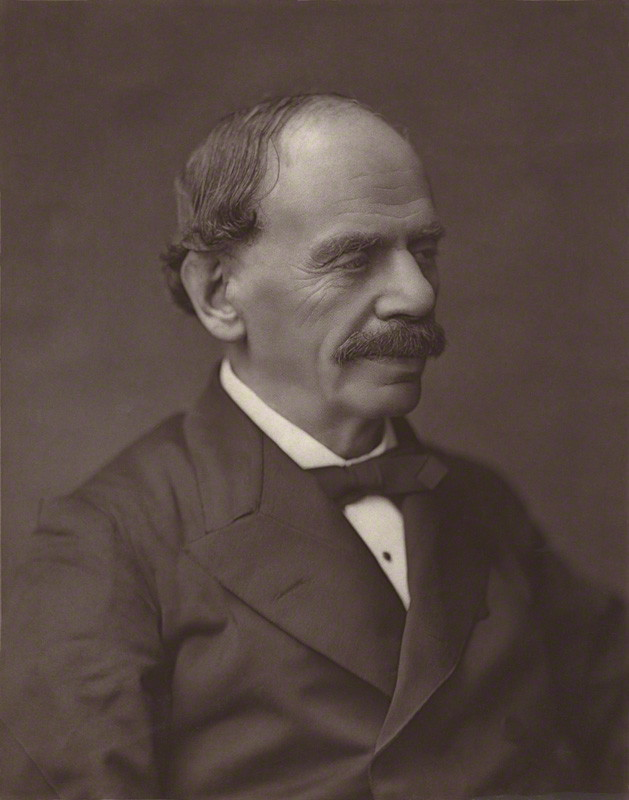
Sir Julius Benedict

The Lily of Killarney är en engelsk opera i tre akter med musik av Julius Benedict och libretto av John Oxenford och Dion Boucicault efter den senares pjäs The Colleen Bawn (1859).

## Historia
The Lily of Killarney var en av tre framgångsrika operor som banade väg för en brittisk operavåg inom romantiken. De andra var The Bohemian Girl av Michael William Balfe och Maritana av William Vincent Wallace. The Lily of Killarney hade premiär den 8 februari 1862 på Covent Garden-operan i London.

## Personer
- Eily O'Connor, the 'colleen bawn' (från iriskan cailín bán: "Vacker flicka") (sopran)
- Ann Shute (sopran)
- Mr. Corrigan (bas)
- Fader Tom, alkoholiserad präst (baryton)
- Hardress Cregan, irländsk godsägare på dekis (tenor)
- Mrs. Cregan, hans mor (kontraalt)
- Danny Mann, en puckelryggig man (baryton)
- Myles na Coppaleen (från iriskan Myles na gcapaillín: "Myles of the ponies") (tenor)

## Handling
Killarney i slutet av 1700-talet.
Cregan har i hemlighet gift sig med Eily. Den lokale domaren Corrigan hotar att vräka Cregan och hans moder, som har pantsatt marken till honom, om inte Cregan gifter sig med arvtagerskan Ann Shute. Cregans vän Danny erbjuder sig att lösa situationen genom att döda Eily. Cregan har betänkligheter emot detta men ovetande mrs Cregan övertalas av Danny. Innan han kan döda henne skjuts Danny av misstag av Myles som är ute på jakt. Innan han dör hinner han bekänna allt för Myles. Cregan ska gifta sig med Ann då Corrigan anländer för att arrestera honom för att ha planlagt att döda Eily. Myles berättar om Dannys bekännelse, och Cregan och Eily kan fortsätta sitt äktenskap. Ann tar på sig uppgiften att lösa Cregans skulder till Corrigan.